# Giorgio Federico II di Brandeburgo-Ansbach
Giorgio Federico II di Brandeburgo-Ansbach (Ansbach, 3 maggio 1678 – Schmidmühlen, 29 marzo 1703) fu margravio di Brandeburgo-Ansbach dal 1692 fino alla propria morte.

## Biografia
Giorgio Federico era figlio di Giovanni Federico e della sua prima moglie Giovanna Elisabetta di Baden-Durlach.
Nel 1692, alla morte del fratello Cristiano Alberto, ereditò il Principato divendone margravio. Vista la sua minore età, comunque, fu posto sotto la tutela di un consiglio.
Dal 1695 al 1697 prese parte nelle armate imperiali alla guerra di successione del Palatinato e nel 1697 partecipò alla Guerra della Grande Alleanza,sempre come volontario nelle file dell'imperatore.
Nel 1702, durante la Guerra di successione spagnola, partecipò alla presa della fortezza modenese di Bersello. Divenne generale nelle armate imperiali e nel 1703 partecipò alla battaglia di Schmidmühlen dove venne gravemente ferito.
Morì poco dopo senza eredi e senza essersi sposato, e venne pertanto succeduto dal fratello Guglielmo Federico.

## Ascendenza
|                                                      |                                          |                                                    | Genitori                                                 |  |  | Nonni |  |  | Bisnonni                                        |  |  | Trisnonni                                      |  |
|                                                      |                                          |                                                    |                                                          |  |  |       |  |  | Joachim Ernst, margravio di Brandeburgo-Ansbach |  |  | Johann Georg, principe elettore di Brandeburgo |  |
|                                                      |                                          |                                                    |                                                          |  |  |       |  |  | Joachim Ernst, margravio di Brandeburgo-Ansbach |  |  | Johann Georg, principe elettore di Brandeburgo |  |
|                                                      |                                          | Elisabeth von Anhalt-Zerbst                        |                                                          |  |  |       |  |  | Joachim Ernst, margravio di Brandeburgo-Ansbach |  |  |                                                |  |
| Albrecht II, margravio di Brandeburgo-Ansbach        |                                          |                                                    |                                                          |  |  |       |  |  | Joachim Ernst, margravio di Brandeburgo-Ansbach |  |  |                                                |  |
|                                                      |                                          | Sophie von Solms-Laubach                           | Johann Georg I, conte di Solms-Laubach                   |  |  |       |  |  |                                                 |  |  |                                                |  |
|                                                      |                                          | Sophie von Solms-Laubach                           | Johann Georg I, conte di Solms-Laubach                   |  |  |       |  |  |                                                 |  |  |                                                |  |
|                                                      |                                          | Sophie von Solms-Laubach                           | Margarethe von Schönburg-Glauchau                        |  |  |       |  |  |                                                 |  |  |                                                |  |
| Johann Friedrich, margravio di Brandeburgo-Ansbach   |                                          | Sophie von Solms-Laubach                           |                                                          |  |  |       |  |  |                                                 |  |  |                                                |  |
|                                                      |                                          | Joachim Ernst, conte di Oettingen-Oettingen        | Ludwig Eberhard, conte di Oettingen-Oettingen            |  |  |       |  |  |                                                 |  |  |                                                |  |
|                                                      |                                          | Joachim Ernst, conte di Oettingen-Oettingen        | Ludwig Eberhard, conte di Oettingen-Oettingen            |  |  |       |  |  |                                                 |  |  |                                                |  |
|                                                      |                                          | Joachim Ernst, conte di Oettingen-Oettingen        | Margaretha von Erbach                                    |  |  |       |  |  |                                                 |  |  |                                                |  |
| Sophie Margarete zu Oettingen-Oettingen              |                                          | Joachim Ernst, conte di Oettingen-Oettingen        |                                                          |  |  |       |  |  |                                                 |  |  |                                                |  |
|                                                      |                                          | Anna Sibilla von Solms-Sonnenwalde                 | Heinrich Wilhelms, conte di Solms-Sonnenwalde            |  |  |       |  |  |                                                 |  |  |                                                |  |
|                                                      |                                          | Anna Sibilla von Solms-Sonnenwalde                 | Heinrich Wilhelms, conte di Solms-Sonnenwalde            |  |  |       |  |  |                                                 |  |  |                                                |  |
|                                                      |                                          | Anna Sibilla von Solms-Sonnenwalde                 | Sofia Dorothea von Mansfeld-Arnstein                     |  |  |       |  |  |                                                 |  |  |                                                |  |
| Georg Friedrich II, margravio di Brandeburgo-Ansbach |                                          | Anna Sibilla von Solms-Sonnenwalde                 |                                                          |  |  |       |  |  |                                                 |  |  |                                                |  |
|                                                      | Friedrich VI, margravio di Baden-Durlach | Friedrich V, margravio di Baden-Durlach            |                                                          |  |  |       |  |  |                                                 |  |  |                                                |  |
|                                                      | Friedrich VI, margravio di Baden-Durlach | Friedrich V, margravio di Baden-Durlach            |                                                          |  |  |       |  |  |                                                 |  |  |                                                |  |
|                                                      | Friedrich VI, margravio di Baden-Durlach | Barbara von Württemberg                            |                                                          |  |  |       |  |  |                                                 |  |  |                                                |  |
| Friedrich VII, margravio di Baden-Durlach            | Friedrich VI, margravio di Baden-Durlach |                                                    |                                                          |  |  |       |  |  |                                                 |  |  |                                                |  |
|                                                      |                                          | Christine Magdalena von Pfalz-Zweibrücken-Kleeburg | Johann Kasimir, duca del Palatinato-Zweibrücken-Kleeburg |  |  |       |  |  |                                                 |  |  |                                                |  |
|                                                      |                                          | Christine Magdalena von Pfalz-Zweibrücken-Kleeburg | Johann Kasimir, duca del Palatinato-Zweibrücken-Kleeburg |  |  |       |  |  |                                                 |  |  |                                                |  |
|                                                      |                                          | Christine Magdalena von Pfalz-Zweibrücken-Kleeburg | Katarina Karlsdotter Vasa                                |  |  |       |  |  |                                                 |  |  |                                                |  |
| Johanna Elisabeth von Baden-Durlach                  |                                          | Christine Magdalena von Pfalz-Zweibrücken-Kleeburg |                                                          |  |  |       |  |  |                                                 |  |  |                                                |  |
|                                                      |                                          | Friedrich III, duca di Schleswig-Holstein-Gottorp  | Johann Adolf, duca di Schleswig-Holstein-Gottorp         |  |  |       |  |  |                                                 |  |  |                                                |  |
|                                                      |                                          | Friedrich III, duca di Schleswig-Holstein-Gottorp  | Johann Adolf, duca di Schleswig-Holstein-Gottorp         |  |  |       |  |  |                                                 |  |  |                                                |  |
|                                                      |                                          | Friedrich III, duca di Schleswig-Holstein-Gottorp  | Augusta af Danmark                                       |  |  |       |  |  |                                                 |  |  |                                                |  |
| Augusta Maria von Schleswig-Holstein-Gottorf         |                                          | Friedrich III, duca di Schleswig-Holstein-Gottorp  |                                                          |  |  |       |  |  |                                                 |  |  |                                                |  |
|                                                      |                                          | Maria Elisabeth von Sachsen                        | Johann Georg I, principe elettore di Sassonia            |  |  |       |  |  |                                                 |  |  |                                                |  |
|                                                      |                                          | Maria Elisabeth von Sachsen                        | Johann Georg I, principe elettore di Sassonia            |  |  |       |  |  |                                                 |  |  |                                                |  |
|                                                      |                                          | Maria Elisabeth von Sachsen                        | Magdalena Sibylle von Preußen                            |  |  |       |  |  |                                                 |  |  |                                                |  |
|                                                      |                                          | Maria Elisabeth von Sachsen                        |                                                          |  |  |       |  |  |                                                 |  |  |                                                |  |